# Gymnodoris subflava
Gymnodoris subflava is een slakkensoort uit de familie van de Polyceridae. De wetenschappelijke naam van de soort is voor het eerst geldig gepubliceerd in 1949 door Baba.